# Charles Patin
Charles Patin (Paris, 23 de Fevereiro de 1633 — Pádua, 2 de Outubro de 1693) foi médico, cirurgião, arqueólogo, antiquariano e numismata francês. Era filho de Guy Patin, diretor da Escola de Medicina de Paris, e amigo de Jacob Spon (1647-1685). Embora tivesse formação médica, tornou-se conhecido por seus trabalhos sobre numismática. Formou-se em Sorbona em 1656. Em 1658 tornou-se professor de anatomia e patologia da Universidade de Paris.
Em 1667 foi obrigado a deixar a França por motivos políticos, viajando pela Alemanha, Áustria, Suíça e Itália. Em 1676 foi nomeado para a cátedra de leitura dos livros de Avicena da Universidade de Pádua. Em 1681 recebeu a prestigiosa cátedra de cirurgia do ateneu de Pádua, cargo que ocupou até a morte. Foi casado com Madeleine Hommanet (1610-1682), com quem teve duas filhas: Charlote-Catherine e Gabrielle Charlotte. Era membro da Academia dos Ricovrati e da Academia Leopoldina.

## Obras

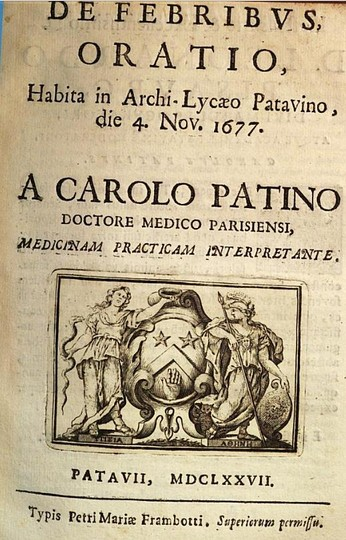
De febribus oratio, obra publicada em 1677.

- Itinerarium Comitis Briennae, Paris, 1602
- In Stirpem Regiam Epigramma, Paris, 1660
- Familiae romanae ex antiquis Numismatibus ab urbe condita ad tempora D. Augusti, 1663
- Traité des tourbes combustibles (Paris, 1663)
- Familiæ romanæ ex antiquuis numismatibus (Paris, 1665, in-fol.)
- Introduction à l’histoire par la connaissance des médailles (Paris, 1665, in-12)
- Imperatorum Romanorum Numismata, Argentorati, 1671
- Thesaurus numismatum e museo Patini (Amsterdam, 1672, in-4°)
- De febribus oratio - 1677
- De Numismate Antiquo Horatii Coclitis, Per Optimum Imperatorum Traianum ... - 1678
- Oratio de Scorbuto - 1679
- Dios genethlaia: In numismate Imp. Antonini Caracallae expressa Epistola  - 1681
- Lyceum patavinum, sive Icones et vitae professorum Patavii 1682 publico ... - 1682
- Dissertatio therapeutica De peste ... - 1683
- Medicinam practicam non satis aestimari Oratio - 16 de novembro de 1683
- Caroli Patini Introductio ad historiam numismatum - 1683
- - 1685
- Commentarius in antiquum Monumentum Marcellinae: e Graecia nuper allatum ... - 1688
- Relations historiques et curieuses de voyages en Allemagne, Angleterre ... - 1695